# Great Chesterford
Great Chesterford is een civil parish in het bestuurlijke gebied Uttlesford, in het Engelse graafschap Essex.